# Nikolaj Rimski-Korsakov
Nikolaj Andrejevič Rimski-Korsakov (rusko Никола́й Андре́евич Ри́мский-Ко́рсаков), ruski skladatelj in dirigent, * 6. marec/18. marec 1844, Tihvin pri Sankt Peterburgu, † 8. junij/21. junij 1908 Ljubensk pri Lugi, Rusija.
Korsakov je bil eden izmed skladateljev ruske peterke. Med njegova najbolj slavna dela sodi orkestrska suita Šeherezada in Čmrljev let iz opere Pravljica o carju Saltanu.

## Življenje
Rimski-Korsakov je izhajal iz stare Ruske plemiške družine. Starši so mu namenili neglasbeno pot. Njegovo zgodnje ukvarjanje z glasbo so imeli za potegavščino in ga vpisali na carsko mornariško akademijo. Že leta 1861 se je pod vplivom Balakirjeva pridružil peterici, službe v mornarici pa se je znebil šele leta 1871 (Prvo simfonijo je napisal na vojni ladji, med triletno mornariško odpravo okoli sveta). Tedaj se je zavedel, da nima prave teoretične podlage, ter začel zagrizeno študirati kompozicijo in orkestracijo. Pomanjkljivosti je več kot nadoknadil: postal je profesor kompozicije na sanktpeterburškem konservatoriju ter učitelj Stravinskega, Prokofjeva in Respighija. Velja za očeta sodobnega orkestrskega zvoka in njegov učbenik orkestracije je še danes v veljavi.
Ustvaril je 15 oper, med katerimi so najbolj znane Zlati petelin, Sneguročka, Božična noč, Sadko in Pravljica o carju Saltanu, pa tudi vrsto izjemno priljubljenih orkestrskih skladb.
Dokončal (pa tudi prikrojil) je največja dela svojih prijateljev Musorgskega (Boris Godunov, Hovanščina) in Borodina (Knez Igor). Svetovno slavo pa si je pridobil z orkestrsko suito Šeherezada, op. 35, po motivih iz orientalske zbirke pravljic Tisoč in ena noč (1888).

## Opus

### Opere
- Pskovičanka (Dekle s Pskova) (1868–1872, UA 1873)
- Bojarjnja Vera Šeloga (Bojarka Vera Šeloga) (1877–1878, UA 1898)
- Maiskaja noč (Majska noč) (1878–1879, UA 1880)
- Sneguročka  (1880–1881, UA 1882)
- Mlada (1889–1890, UA 1892)
- Noč pered Rošdestvom (Božična noč) (1894–1895, UA 1895)
- Sadko (1895–1896, UA 1898)
- Mozart in Salieri (Моцарт и Сальери) (1897, UA 1898)
- Zarskaja nevesta (Carska nevesta) (1898, UA 1899)
- Skaska o zare Saltane (Pravljica o carju Saltanu) (1899–1900, UA 1900)
- Servilija (1900-01, UA 1902)
- Kaščj bessmertnij (Nesmrtni kaščej) (1901-02, UA 1902)
- Pan Vojevoda (1902-03, UA 1904)
- Skazanije o nevidinom grade Kitež (Pripovedka o nevidnem mestu Kitež) (1903-04, UA 1907)
- Zolotoi petušok (Zlati petelin) (1906-07, UA 1909)

### Simfonije
- Simfonija št. 1, e-mol op. 1 (1861–1865/1884)
- Simfonija št. 2, op. 9, Antar (1868/75/97)
- Simfonija št. 3, C-Dur op. 32 (1866–1873/1886)

### Ostale orkestrske skladbe
- Uvertura na ruske teme, op. 28 (1866/1879-80)
- Fantazija na srbske teme, op.6 (1867/1886-87)
- Sadko op.5 (1867/69/92)
- Koncert za pozavno in pihalni orkester, B dur (Allegro vivace - Andante cantabile - Allegro) (1877–1878)
- Koncertna skladba za klarinet in pihalni orkester, Es-dur (Allegro moderato - Andante - Allegro moderato) (1878)
- Variacije za oboo in pihalni orkester, G-dur na temo Mihaila Glinke (Tema, 12 variacij in Finale) (1878)
- Skazka (Pravljica) op. 29 (1879–1880)
- Sinfonietta na ruske teme, a-mol, op. 31 (1880–1884)
- Klavirski koncert, cis-mol, op. 30 (1882–1883)
- Fantazija na 2 ruski temi, za violino in orkester, op. 33 (1886–1887)
- Španski capriccio op. 34 (1887)
- Šeherezada, simfonična suita op. 35 (1888)
- Svetlij prazdnik (Ruska Velika noč). Ouvertüre op.36 (1888)
- Serenada za violončelo in orkester, op. 37 (1903)
- Ob grobu, op. 61 (1904)
- Dubinučka op.62 (1905)

### Komorna glasba
- Godalni kvartet F-dur, op. 12 (1875)
- Godalni sekstet, A-dur (1876)
- Kvintet B-dur, za flavto, klarinet, rog, fagot in klavir (1876)
- Godalni kvartet na ruske teme (1878–1879; 1. - 3. stavki prirejeni v Simfonietti op. 31)
- Godalni kvartet, G-dur (1897)
- Klavirski trio, c-mol (1897)

== Sklici 
1. ↑  Э. Римский-Корсаков // Музыкальный словарь: Перевод с 5-го немецкого издания — Moskva: Музыкальное издательство П. И. Юргенсона, 1901. — Т. 3. — С. 1112-1115.
2. ↑  Rimsky-Korsakov, Nicolas Andreievich // Encyclopædia Britannica: a dictionary of arts, sciences, literature and general information — 11 — New York, Cambridge, England: University Press, 1911. — Vol. 23. — P. 348.
3. 1 2  Римский-Корсаков Николай Андреевич // Большая советская энциклопедия: [в 30 т.] — 3-е изд. — Moskva: Советская энциклопедия, 1969.
4. ↑  data.bnf.fr: platforma za odprte podatke — 2011.
5. 1 2  Archivio Storico Ricordi — 1808.
6. ↑  Bell A. Encyclopædia Britannica — Encyclopædia Britannica, Inc., 1768.